# West Yorkshire
West Yorkshire – hrabstwo ceremonialne i metropolitalne w północnej Anglii, w regionie Yorkshire and the Humber. Hrabstwo obejmuje silnie zurbanizowany obszar w zachodniej części historycznego hrabstwa Yorkshire.
Powierzchnia hrabstwa wynosi 2029 km², a liczba ludności – 2 299 673 mieszkańców (2016). Największym miastem hrabstwa jest Leeds. Ośrodkiem administracyjnym, do czasu likwidacji rady hrabstwa w 1986 roku, było Wakefield. Innymi większymi miastami na terenie West Yorkshire są Bradford, Huddersfield oraz Halifax. W hrabstwie znajdują się trzy miasta o statusie city, przy czym tytuł ten został nadany nie samym miastom a obejmującym je dystryktom – Leeds, Bradford oraz Wakefield.
W XVIII i XIX wieku nastąpiła gwałtowna industrializacja regionu, a wraz z nią rozwój miast, głównie za sprawą obecnych na tym obszarze znacznych złóż węgla. Podstawę gospodarki przez długi czas stanowił przemysł tekstylny, który zanikł w XX wieku, podobnie jak górnictwo.
Na północy i wschodzie West Yorkshire graniczy z hrabstwem North Yorkshire, na południu z South Yorkshire, na południowym zachodzie z hrabstwami Derbyshire i Wielki Manchester a na zachodzie z Lancashire.

## Podział administracyjny
W skład hrabstwa wchodzi pięć dystryktów.
1. Leeds
2. Wakefield
3. Kirklees
4. Calderdale
5. Bradford